# Renaud II de Nevers
Renaud II de Nevers, né en 1055, mort le 5 août 1089, comte de Nevers (1079–1089), fils de Guillaume Ier, comte de Nevers, d'Auxerre et de Tonnerre, et d'Ermengarde de Tonnerre.

## Famille
Renaud II de Nevers a pour père Guillaume Ier, comte de Nevers, d'Auxerre et de Tonnerre.
Sa mère est Ermengarde de Tonnerre (°~1023/1026 – † av. 1090) fille de Rainard/Renaud [Ier] comte de Tonnerre et de sa femme Helvis. Elle est la première femme de Guillaume Ier.
Renaud II est le fils aîné de ses parents, qui ont eu quatre autres enfants :
- Guillaume de Nevers († apr. 1099) ;
- Robert de Nevers (-12 février 1095), évêque d'Auxerre (1076–1084), enterré à Saint-Étienne de Nevers[2] ;
- Ermengarde de Nevers († 14 octobre 1090/1095)[3] ;
- Elvise  de Nevers († entre février 1113 et le 18 avril 1118), enterrée à Noyon. Elle épouse Guillaume "Crespin" († 18 ou 20 avril 1118) comte d'Évreux, fils de Richard comte d’Évreux (famille des ducs de Normandie) et de sa femme Godechildis ; Guillaume Crespin est enterré à l'abbaye Saint-Wandrille de Fontenelle[4].

## Mariages et descendance
Il épouse en premières noces Ide-Raymonde de Forez, fille de Artaud de Forez, avec qui il a un enfant connu :
- Ermengarde de Nevers (°av. 1085 – †entre 1120/1139), mariée à Miles de Courtenay[1].

Il épouse en secondes noces Agnès de Beaugency, avec qui il a trois enfants connus :
- Guillaume II (1083 – † 20 août 1148), comte de Nevers, d'Auxerre et vraisemblablement de Tonnerre ;
- Robert de Nevers († apr. 1134), vicomte de Ligny-le-Château. Il est battu avec son frère Guillaume à Héraclée par les Turcs qui leur prennent toutes leurs possessions, probablement en août 1101[1] ;
- un enfant, qui a lui-même/elle-même un enfant nommé Hugues († 1144)[1],[5].